# Liesse-Notre-Dame
Liesse-Notre-Dame é uma comuna francesa na região administrativa de Altos da França, no departamento de Aisne. Estende-se por uma área de 9,96 km². Em 2010 a comuna tinha 1 399 habitantes (densidade: 140,5 hab./km²).